# Arrivano i bersaglieri
Pour plus de détails, voir Fiche technique et Distribution.
Arrivano i bersaglieri est une comédie dramatique italienne réalisée par Luigi Magni et sortie en 1980.

## Synopsis
Le 20 septembre 1870, les troupes italiennes dirigées par le général Cadorna s'apprêtent à conquérir Rome et à achever l'unification de l'Italie en ouvrant une brèche à Porta Pia, le noble Don Prospero di Sant'Agata, officier papal d'origine bolonaise s'opposant aux États de Savoie, fut contraint par le pape Pie IX de présenter personnellement la reddition de l'État papal, en se présentant en tenue avec le drapeau blanc sur la colline du Janicule pour tenter d'éviter une nouvelle effusion de sang.
Alors qu'un peloton de Bersaglieri célébrait la victoire, Don Alfonso D'Aragona, à la tête d'une petite escouade de zouaves pontificaux, ignorant la reddition, tua leur commandant, un lieutenant nommé Urbano, et fut ensuite blessé par son meilleur ami Gustavo Martini lorsqu'il refusa malgré tout de déposer les armes.
Avant que Gustavo ne puisse tuer Alfonso, Don Prospero parvient à le mettre à l'abri dans son propre palais, où vivent sa fille Olimpia, nationaliste italienne convaincue, sa seconde épouse cupide Costanza et le frère de celle-ci, le père Paolo, prélat opportuniste et dépensier.
Avec la chute de Rome, Don Prospero décide de s'enfermer dans le palais, de verrouiller la porte, de déclarer le deuil et de se proclamer, dans un délire victimaire, assiégé par les Italiens ; ce qu'il ignore, c'est que le lieutenant tué par Alfonso n'était autre que son fils, que tout le monde croit à Paris, à la poursuite de ses rêves d'artiste-peintre.
Alors que l'avide Costanza et l'opportuniste Paolo réfléchissent déjà à la manière de s'attirer les faveurs des nouvelles autorités italiennes et planifient une vaste opération architecturale pour faire face à l'arrivée imminente du grand nombre de fonctionnaires dont Rome aura besoin en tant que nouvelle capitale, Don Prospero tente d'impliquer Alfonso, craintif et secrètement ruiné après avoir dilapidé la fortune familiale, dans une dernière mais vaine résistance (plus tard contrecarrée avant même qu'elle ne commence lorsque les troupes italiennes complètent leur occupation de la ville pour éviter les soulèvements anti-pontificaux de la population), allant jusqu'à lui promettre la main d'Olimpia en échange de son aide.
Olimpia, cependant, finit par tomber amoureuse de Gustavo, qui tente à plusieurs reprises d'informer Don Prospero de la mort d'Urbano, mais qui est toujours repoussé brutalement.
Furieux, le patriarche exige un duel au pistolet avec Gustavo, qui est interrompu par un infarctus qui touche Don Prospero. Alité et convaincu qu'il est sur le point de mourir, Prospero révèle alors qu'il a toujours su que son fils Urbano était en fait un Bersagliere (et qu'il a lui-même été, en 1848, un officier savoyard et un fervent partisan de l'union), mais au moment où Gustave, fou de rage, lui annonçait sa mort, survenue d'ailleurs aux mains d'Alphonse, le vieux patriarche subissait un nouveau coup très dur.
Ainsi, la nuit où Rome célèbre le plébiscite sanctionnant l'annexion de Rome au royaume d'Italie, une poignée de bersaglieri se présente au Palais Sant'Agata pour arrêter Alphonse ; Don Prospero les affronte, leur reprochant les mauvaises circonstances autour desquelles l'Italie est en train de naître, et préfigurant tous les problèmes que le nouvel État, unifié par la force et pour le seul intérêt politique de quelques-uns, rencontrera inévitablement.
Face aux remontrances de Gustavo, Don Prospero tente de le tuer en lui tirant dessus, mais le jeune bersaglier est défendu au prix de sa vie par Alfonso lui-même, qui se sacrifie pour ne pas voir Olimpia perdre non seulement son frère, mais aussi l'homme dont elle est amoureuse.
Ainsi, après avoir chassé les Bersaglieri de sa maison, Don Prospero barre à nouveau la porte précédemment rouverte par Olimpia, fermant symboliquement la porte à la nation italienne naissante, et rend son dernier soupir dans les bras de Costanza, qui reconnaît seulement à ce moment-là dans l'homme qu'elle a épousé une personne admirable et digne de respect, qui est restée fidèle à ses principes jusqu'à la fin.
Avec la mort de Don Prospero, Gustavo est libre de vivre sa liaison avec Olimpia, tandis que Don Paolo décide de quitter le palais et de s'installer ailleurs avec sa jeune maîtresse, convaincu comme d'autres que, tout compte fait, rien ne changera vraiment et que ceux qui ont commandé hier continueront à commander demain.

## Fiche technique
- Titre original : Arrivano i bersaglieri[1]
- Réalisation : Luigi Magni
- Scénario : Luigi Magni
- Photographie : Danilo Desideri (it)
- Montage : Ruggero Mastroianni
- Musique : Armando Trovajoli
- Effets spéciaux : Franco Celli
- Décors : Lucia Mirisola
- Production : Mauro Berardi, Fulvio Lucisano, Raimondo Castelli
- Sociétés de production : Factory Cinematografica, Italian International Film
- Pays de production :  Italie
- Langue originale : italien
- Format : Couleurs par Telecolor - 1,85:1 - Son mono - 35 mm
- Genre : comédie dramatique
- Durée : 110 minutes
- Date de sortie : 
  - Italie : 30 octobre 1980

## Distribution
- Ugo Tognazzi : Don Prospero
- Giovanna Ralli : Nunziatina, la servante
- Ombretta Colli : Costanza, épouse de Don Prospero
- Giovannella Grifeo : Olimpia
- Vittorio Mezzogiorno : Don Alfonso dell'Aquila d'Aragona
- Pippo Franco : Père Paolo
- Enrico Papa : Gustavo Martini
- Mariano Rigillo : La Marmora
- Carlo Bagno : Pie IX
- Daniele Dublino : Le prélat Don Pietro
- Ricky Tognazzi : Urbano, le fils de Prospero
- Moira Orfei :